# Kalameshwar
Kalameshwar is een nagar panchayat (plaats) in het district Nagpur van de Indiase staat Maharashtra. 

## Demografie
Volgens de Indiase volkstelling van 2001 wonen er 17.241 mensen in Kalameshwar, waarvan 52% mannelijk en 48% vrouwelijk is. De plaats heeft een alfabetiseringsgraad van 77%. 